# Hans-Jürgen Wittkamp
Hans-Jürgen Wittkamp (* 23. Juli 1947 in Gelsenkirchen) ist ein ehemaliger deutscher Fußballspieler.

## Karriere

### Vereine
Wittkamp begann seine Bundesliga-Karriere 1967 beim FC Schalke 04 als Stürmer und Mittelfeldspieler. Er wechselte 1971 zu Borussia Mönchengladbach und feierte am Bökelberg seine großen Erfolge, vorwiegend als Libero.
Er war als Schalker auch in den Bundesliga-Skandal involviert und wurde, inzwischen Spieler in Mönchengladbach, vom Landgericht Essen rechtskräftig verurteilt und vom DFB gesperrt. Er wurde vom 18. März 1973 bis 28. Februar 1974 gesperrt, erhielt aber die theoretische Freigabe fürs Ausland ab 25. Juni 1973 sowie 2.300 DM Geldstrafe. Wittkamp wurde am 24. Januar 1974 begnadigt, später aber zu einer Sperre verurteilt, die vom 21. Februar 1976 bis 24. März 1976 sowie vom 9. Dezember 1976 bis 14. Januar 1977 dauerte. Außerdem musste er 10.000 DM Geldbuße zugunsten der Krebshilfe zahlen.
Danach war er mit der Borussia 1975, 1976 und 1977 Deutscher Meister sowie 1973 DFB-Pokal-Sieger. Seine größten internationalen Triumphe feierte er 1975 mit dem Gewinn des UEFA-Pokals und 1977 erreichte er das Finale um den Europapokal der Landesmeister gegen den FC Liverpool, das Mönchengladbach allerdings verlor.
In dieser Saison köpfte Wittkamp auch im Halbfinalrückspiel gegen Dynamo Kiew das entscheidende 2:0. Der Ball wurde per Freistoßtrick von Rainer Bonhof über die Mauer gelupft und Wittkamp kämpfte sich trotz elfmeterwürdigen Foulspiels durch, schoss den Ball aber gegen die Brust des auf der Linie stehenden letzten Mannes. Nachdem der Abpraller wieder in den Strafraum geflankt wurde, köpfte Wittkamp den Ball artistisch mit dem Rücken zum Tor zum 2:0.
Am Ende seiner Karriere wechselte er 1978, nach dem letzten Erstligaspiel, dem legendären Fußballspiel Borussia Mönchengladbach – Borussia Dortmund am 29. April 1978 zur SpVgg Erkenschwick in die höchste Amateurliga bzw. 2. Bundesliga Nord. Von 1984 bis Ende 1986 war er dort auch als Trainer tätig.

### Nationalmannschaft
Wittkamp debütierte als Nationalspieler, als er mit der U23-Nationalmannschaft am 7. Mai 1969 in Graz 2:2 unentschieden gegen die Auswahl Österreichs spielte, dabei steuerte er ein Tor bei.

## Sonstiges
Wittkamp lernte vor seiner Karriere den Beruf des Verwaltungsangestellten und spielte bei der SpVgg Herten Fußball. Nach dem Ende der Karriere war Wittkamp erneut in der Verwaltung tätig. Zunächst war er im Einwohnermeldeamt und dann im Straßenverkehrsamt tätig. Später war er Sachbearbeiter im Umweltamt in der Kreisverwaltung des Kreises Recklinghausen. Im Jahre 2004 wurde er pensioniert, seitdem lebt er mit seiner Frau sowohl in Recklinghausen-Hochlar als auch auf Mallorca.